# Edmund Piątkowski
Edmund Piątkowski (31. ledna 1936 – 28. března 2016) byl polský atlet, mistr Evropy v hodu diskem z roku 1958.

## Kariéra
V padesátých a šedesátých letech 20. století patřil mezi světovou špičku v hodu diskem. Startoval celkem třikrát na olympiádě – v Římě v roce 1960 obsadil páté místo, v letech 1964 a 1968 vždy shodně skončil v diskařském finále sedmý. Čtyřikrát startoval na mistrovství Evropy- v roce 1958 zvítězil, na dalších dvou šampionátech skončil čtvrtý. V roce 1959 vytvořil světový rekord v hodu diskem výkonem 59,91 m, jeho osobní rekord 61,12 m pochází z roku 1967.